# Hégésianax
Ne doit pas être confondu avec Agesianax.
Hégésianax, originaire d'Alexandrie de Troade (Troade), est un historien, grammairien et poète grec du IIe siècle av. J.-C.
Il est l'auteur d'un recueil de traditions sur l'antique Troie (Troiká), pour lequel il prend le pseudonyme de Céphalion de Gergitha.
- Notices d'autorité :   - VIAF
  - GND